# Guammonark
Guammonark (Myiagra freycineti) är en utdöd fågel i familjen monarker inom ordningen tättingar. Den förekom tidigare på ön Guam och sågs senast 1983. Vissa behandlar den som underart till atollmonark (Myiagra oceanica).